# Musée d’histoire de Hô Chi Minh-Ville
Pour le musée d'histoire de Hanoï, voir musée national d'Histoire du Vietnam.
Le musée d’histoire de Hô Chi Minh-Ville (en vietnamien : Bảo tàng Lịch sử Thành phố Hồ Chí Minh), autrefois musée Blanchard-de-La Brosse, puis de 1956 à 1979 musée national du Viêt Nam à Saïgon, est un musée d'histoire situé dans le premier arrondissement d'Hô Chi Minh-Ville (Saïgon), au sud du Viêt Nam.

## Histoire
Il ne doit pas être confondu avec le musée national d'Histoire du Vietnam situé à Hanoï (autrefois musée Louis-Finot). Le musée a été construit par Auguste Delaval à l'époque de l'Indochine française et son architecture appartient au style dit « indochinois ». Il a été inauguré en 1929 et il est dirigé par Jean Bouchot. Les administrateurs français sont partis en 1956.
De l'autre côté de ce qui était le boulevard Norodom (entrée sud du musée), se trouvent le jardin botanique et le temple du Souvenir, également construit par Auguste Delaval.

## Description
Ses salles présentent au public des collections réparties dans l'ordre suivant :
- Période préhistorique (500 000 ans av. J.-C., jusqu'à 2 879 ans av. J.-C.).
- Âge de fer et âge du bronze (2 879–179 av. J.-C.), ainsi que des pièces de la culture de Dong Son du Nord Viêt Nam et de la culture Sa Huynh de l'ancien Annam.
- Période chinoise de la vallée du fleuve Rouge (179 av. J.-C. 938 ap. J.-C.)
- Culture Óc Eo de la région du delta du Mékong
- Sculptures de l'âge de pierre et de l'âge du bronze et de l'époque Champa
- Sculptures de pierre du Cambodge (IXe – XIIe siècles)
- Dynasties Ngô, Dinh, avant la période Lê (939–1225)
- Dynasties Tran et Ho (1226–1407)
- Dynasties de l'époque Lê aux Nguyên (1428–1788)
- Dynastie Tây Sơn (1771–1802)
- Dynastie Nguyễn (1802–1945)